# Жадовка (Липецкая область)
Жадовка — деревня в Измалковском районе Липецкой области. 
Входит в состав Васильевского сельского поселения.

## География
Жадовка находится на правом берегу реки Семенёк. Рядом проходит автомобильная дорога, имеется одна улица — Садовая.

## Население
| 2010 |
| ---- |
| 0    |